# Jim Plunkett
James W. "Jim" Plunkett (5 de dezembro de 1947, San Jose, Califórnia) é um ex-jogador de futebol americano que atuava como quarterback na Universidade de Stanford, onde ganhou um Heisman Trophy, e depois jogou na National Football League como profissional: primeiro no New England Patriots, depois pelo San Francisco 49ers e pelo Oakland/Los Angeles Raiders. Ele liderou o Raiders a dois Super Bowl (XV e XVIII). Ele é o único quarterback aposentado na história da liga, que ganhou dois Super Bowls e não está no Pro Football Hall of Fame em Canton, Ohio.